# Deutsche Meisterschaft im Feldhockey 1937 (Herren)
In der Saison 1936/37 wurde zum ersten Mal eine Deutsche Meisterschaft im Feldhockey der Herren ausgetragen. Ausrichter war der Deutsche Reichsbund für Leibesübungen, nachdem der Deutsche Hockey-Bund am 22. Oktober 1933 aufgelöst worden war. Erster Deutscher Feldhockey-Meister wurde der Berliner SC, der in Berlin den ETuF Essen im Finale besiegte.

## Modus
Zehn Mannschaften hatten sich über die regionalen Meisterschaften für die Endrunde qualifiziert. Daher fanden zwei Begegnungen im Rahmen einer Vorrunde statt. Die sechs übrigen Teilnehmer waren direkt für das Viertelfinale gesetzt. Die Spiele fanden – wenn nicht anders angegeben – jeweils auf der Anlage des erstgenannten Vereins statt.

## Vorrunde
ETuF Essen – Klipper THC 3:2 nach Verlängerung

VfB Jena – VfK Königsberg 2:1

## Viertelfinale
TSV Jahn München – Berliner SC 0:1

TV Sachsenhausen 1857 – Leipziger SC 3:1 nach Verlängerung

Club zur Vahr – HC Heidelberg 0:1

ETuF Essen – VfB Jena 4:2

## Halbfinale
HC Heidelberg – ETuF Essen 0:0 nach Verlängerung;

Wiederholungsspiel: ETuF Essen – HC Heidelberg 2:1 (in Köln)

Berliner SC – TV Sachsenhausen 1857 2:1 nach Verlängerung

## Finale
Berliner SC – ETuF Essen 2:1 nach Verlängerung